# The Road Between
The Road Between er en amerikansk stumfilm fra 1917 af Joseph Levering.

## Medvirkende
- Marian Swayne som Polly Abbott
- Bradley Barker som Davey
- Armand Cortes som Al Dayton
- Gladys Fairbanks som Sarah Abbott
- Frank Andrews som Martin Abbott